# Tournefortia acutifolia
Tournefortia acutifolia là loài thực vật có hoa trong họ Mồ hôi. Loài này được Willd. miêu tả khoa học đầu tiên.